# Перекати-поле (альбом)
Перекати-поле — альбом Юрия Наумова, вышедший в 1989 году. Записан в 1988 году в Москве в «студии на Колхозной» Иосифа Кобзона на 16-дорожечный Tascam за 4 ночи. Завершение трилогии, начатой альбомами «Блюз в 1000 дней» (1986) и «Не поддающийся проверке» (1987). Переиздан на CD в 2003 году на студии «Выргород».

## Список композиций
1. Сумерки [инструментал] — 3:16
2. Ты не права, мама — 4:37
3. Куда течёт кровь — 4:43
4. Был ли ты — 3:07
5. Блюз о недобитом времени — 4:55
6. Я знаю — 5:51
7. Кто-нибудь ждёт — 4:39
8. Возвращение блудного сына — 6:06
9. Путь наверх — 5:34

## Участники записи
- Игорь Чумычкин — электрогитара (1, 2, 3, 5, 7, 9)
- Олег Колесников — ритм-компьютер (1, 2, 3, 5, 7, 9)
- Владимир Елисеев — ритм-компьютер (4)
- Михаил Секей — клавишные (4)
- Юрий Наумов — вокал, электрогитара (1), 9-струнная акустическая гитара, бас, клавишные (7)

звукорежиссёры:
- Марк Маргулис (1—5, 7, 9)
- Виктор Радзиминский (6)
- Саша (8)

В первой редакции альбома отсутствует композиция «Я знаю»  — вместо неё записана «Колыбельная для самоубийцы». Отличается также порядок треков. Магнитоальбом (коробка с бобиной) имел авторское достаточно стильное двухстороннее оформление. Обложка была изготовлена фотоспособом.